# 片庭正雄
片庭 正雄（かたにわ まさお、1949年（昭和24年）5月12日 - ）は、日本の政治家。元茨城県つくばみらい市長（2期）。

## 来歴
茨城県筑波郡谷和原村立谷原小学校（現在のつくばみらい市立谷原小学校）、谷和原村立谷原中学校（現在のつくばみらい市立谷和原中学校）、茨城県立水海道第一高等学校、千葉工業大学卒業。
ロンシール工業勤務を経て、1982年4月から1992年5月まで衆議院議員・参議院議員狩野明男の秘書を務めた。
1998年7月12日に行われた第18回参議院議員通常選挙に、茨城県選挙区から青年自由党公認で立候補するも落選。
2003年12月、水海道市（当時）等との合併が争点となった谷和原村長選挙に立候補するも、当時現職だった鈴木亮寛（のち自由民主党茨城県議会議員）に大差で敗れる。2006年3月27日、筑波郡伊奈町と谷和原村が合併・市制施行し、つくばみらい市が発足。それにともなって同年5月14日に行われた同市の市長選挙に無所属で立候補するも落選。2010年4月25日に行われた同市長選挙に再度挑戦し、初当選。同年5月14日、市長就任。2014年4月、再選（自由民主党・公明党推薦）。
2018年4月、3選を目指して立候補するも、鈴木亮寛県議らの支援を受けた前つくばみらい市議会議員の小田川浩に敗れ落選した。
2023年（令和5年）春の叙勲で旭日双光章を受章した。